# Schöneiche bei Berlin
Schöneiche bei Berlin is een gemeente in de Duitse deelstaat Brandenburg, en maakt deel uit van de Landkreis Oder-Spree. De gemeente wordt bediend door een regionale tramlijn tussen het S-Bahnstation van Friedrichshagen en Alt-Rüdersdorf.

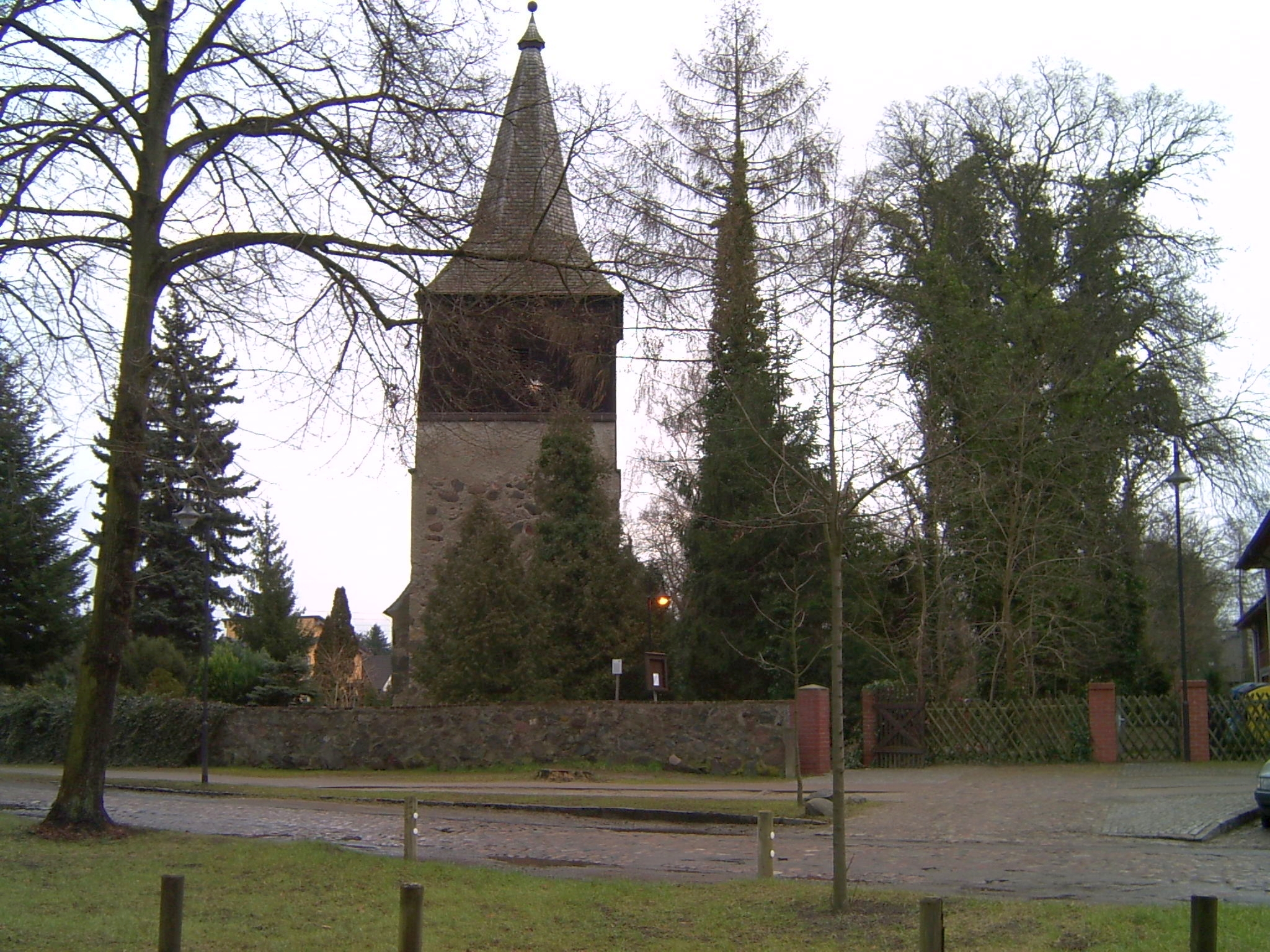
Schöneiche, Dorfkirche

## Demografie
- Ontwikkeling van de bevolking sinds 1875 binnen de huidige grenzen (blauwe lijn: Bevolking; stippellijn: Vergelijking van de ontwikkeling van de bevolking van de deelstaat Brandenburg, Grijze achtergrond: tijdens de nazi-regering, Rode achtergrond: tijdens de communistische regering)
- Recente ontwikkeling van de bevolking (blauwe lijn) en prognoses (stippelijn)

| Jaar | Inwoners |
| ---- | -------- |
| 1875 | 846      |
| 1890 | 1 005    |
| 1910 | 2 984    |
| 1925 | 4 727    |
| 1939 | 9 153    |
| 1950 | 9 561    |
| 1964 | 9 970    |

| Jaar | Inwoners |
| ---- | -------- |
| 1971 | 10 175   |
| 1981 | 9 241    |
| 1985 | 8 906    |
| 1990 | 8 199    |
| 1995 | 9 428    |
| 2000 | 11 299   |
| 2005 | 12 004   |

| Jaar | Inwoners |
| ---- | -------- |
| 2010 | 12 196   |
| 2015 | 12 311   |
| 2016 | 12 337   |
| 2017 | 12 494   |
| 2018 | 12 666   |
| 2019 | 12 789   |
| 2020 | 12 899   |

Gegevensbronnen worden beschreven in de Wikimedia Commons..
Bad Saarow ·
Beeskow ·
Berkenbrück ·
Briesen (Mark) ·
Brieskow-Finkenheerd ·
Diensdorf-Radlow ·
Eisenhüttenstadt ·
Erkner ·
Friedland ·
Fürstenwalde/Spree ·
Gosen-Neu Zittau ·
Groß Lindow ·
Grünheide ·
Grunow-Dammendorf ·
Jacobsdorf ·
Langewahl ·
Lawitz ·
Mixdorf ·
Müllrose ·
Neißemünde ·
Neuzelle ·
Ragow-Merz ·
Rauen ·
Reichenwalde ·
Rietz-Neuendorf ·
Schlaubetal ·
Schöneiche bei Berlin ·
Siehdichum ·
Spreenhagen ·
Steinhöfel ·
Storkow ·
Tauche ·
Vogelsang ·
Wendisch Rietz ·
Wiesenau ·
Woltersdorf ·
Ziltendorf